# 山内規重
山内 規重（やまうち のりしげ）は、江戸時代中期の土佐藩家老。山内家の一門。山内豊敷の父。

## 略歴
天和2年（1682年）、後に山内姓を許された山内重直の子として誕生した。
5代藩主・山内豊房の下で奉行、そして家老となり、緊縮財政政策を採用するなど補佐した。儒学者であり、浅見絅斎に師事した。山内家の一族の中でも人望があった。しかし、正徳元年（1711年）12月26日、家老深尾某の婚儀に関連したことが原因で、来住していた香美郡山北村に蟄居を命ぜられ失脚した。
跡を継いだ7代藩主・山内豊常は規重を再び登用したが、享保6年（1721年）に死去した。享年40。
著作に『学否弁論』がある。